# Маљоло
Маљоло (итал. Magliolo) је насеље у Италији у округу Савона, региону Лигурија.
Према процени из 2011. у насељу је живело 569 становника. Насеље се налази на надморској висини од 285 м.

## Становништво
Према резултатима пописа становништва 2011. у општини је живело 917 становника.
| 1936. | 1951. | 1961. | 1971. | 1981. | 1991. | 2001. | 2011. |
| ----- | ----- | ----- | ----- | ----- | ----- | ----- | ----- |
| 774   | 754   | 597   | 467   | 442   | 533   | 709   | 917   |